# Brotherhood (film 2010)
Brotherhood è un film del 2010 diretto da Will Canon.

## Trama
La matricola Adam Buckley si trova a dover rapinare un negozio come prova d'ingresso della confraternita Sigma Zeta Chi. Tuttavia sparano al suo compagno Kevin e il gestore del negozio (Mike) viene rapito. Frank, il capo della confraternita, vuole gestire le cose a modo suo, ma Adam è amico di Mike ed è intenzionato a cambiare le cose.

## Premi e riconoscimenti
- Festival Audience Award al South by Southwest[1]
- Dallas International Film Festival[2]
- Sidewalk Moving Picture Festival[3]
- Premio Gran Giuria al New Hampshire Film Festival[4]